# Ovarialzyste

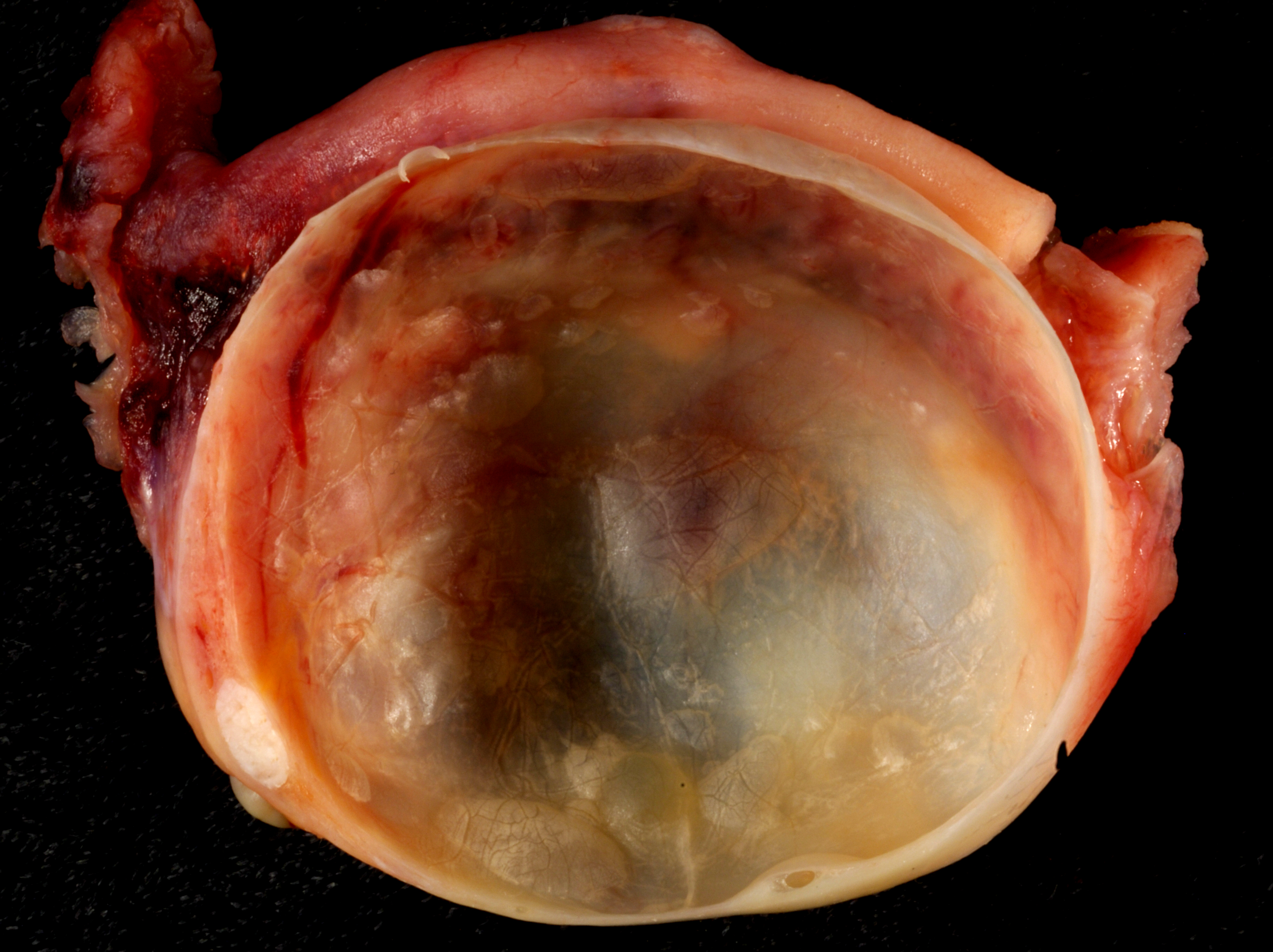
Gutartige Ovarialzyste

Die Ovarialzyste (Eierstockzyste) ist ein bei Menschen oder Säugetieren in oder an den Eierstöcken gebildeter sackartiger, mit Flüssigkeit unterschiedlicher Konsistenz gefüllter Hohlraum oder eine Geschwulst, die in aller Regel gutartig ist. Sie wächst von einigen Millimetern bis zu über 15 Zentimetern Durchmesser an.

## Formen
Die meisten Ovarialzysten sind funktionelle Zysten. Funktionelle Zysten können infolge der normalen, hormonell bedingten, zyklischen Veränderungen am Eierstock entstehen. Sie treten aber auch wegen eines gestörten Hormonhaushalts oder als Nebenwirkung einer Hormontherapie auf. Funktionelle Zysten findet man fast ausschließlich bei der geschlechtsreifen Frau, häufig kurz nach der Pubertät, und in den Wechseljahren.

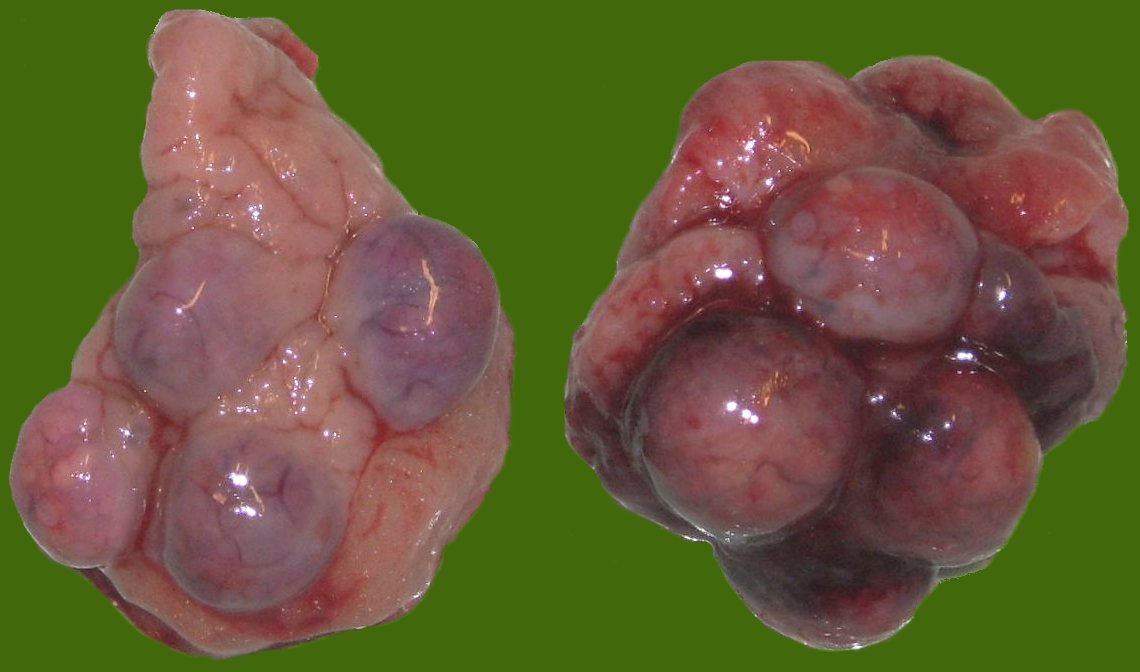
Follikelzysten an den Eierstöcken einer Hündin

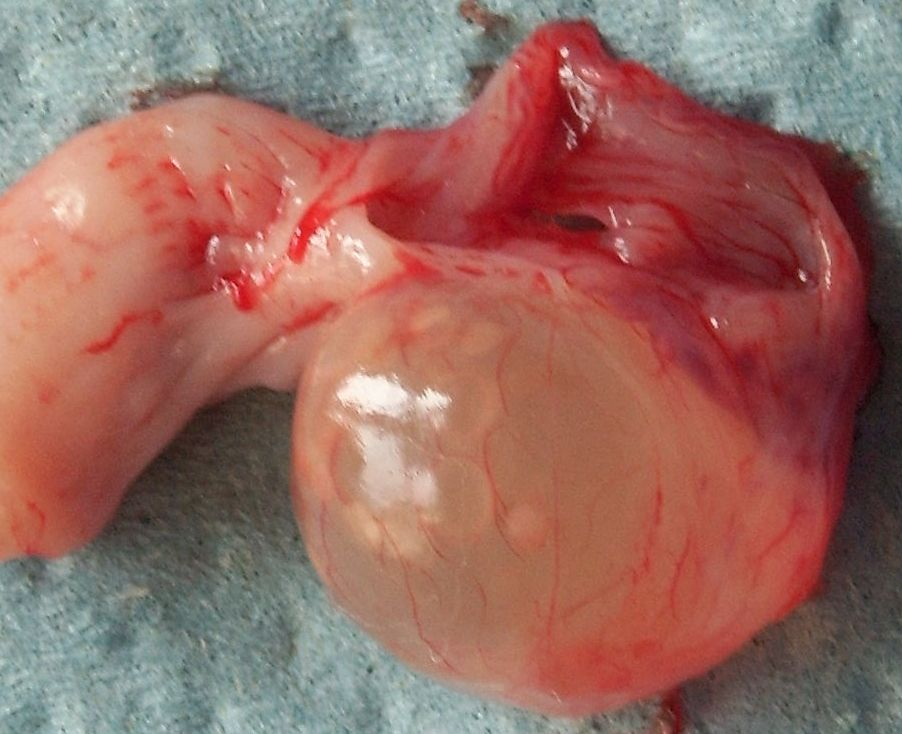
Follikelzyste am Eierstock einer Katze

Die häufigsten funktionellen Zysten sind:
- Follikelzysten (Bläschenzysten) können längere Zeit bestehen bleiben und auch hormonell tätig sein. Meist bilden sie sich spontan zurück oder zerplatzen. Sie werden bis zu 10 cm groß und entstehen aus persistierenden Graaf-Follikeln.
- Corpus-luteum-Zysten: Der so genannte Gelbkörper (lateinisch Corpus-luteum) entsteht nach dem Eisprung aus den Resten des gesprungenen Graaf-Follikels. Eine Corpus-luteum-Zyste ist ein durch Einblutung entstandenes, zystisch vergrößertes Corpus-luteum und bildet sich in der Regel spontan zurück.
- Luteinzysten treten meist vielfach in beiden Eierstöcken auf. Nach einer Therapie der Grunderkrankung oder dem Abbruch der Hormonbehandlung bilden sich Luteinzysten meist spontan zurück.
- Polyzystische Ovarien als Sonderform funktioneller Zysten sind ein Hauptmerkmal des Polyzystischen Ovar-Syndroms (PCO), einem eigenständigen Krankheitsbild.

Ein weiteres eigenständiges Krankheitsbild, welches zu Zystenbildung am Eierstock führen kann, ist die so genannte Endometriose. Endometriosezysten haben ein charakteristisches Aussehen. Sie enthalten schokoladenfarbig eingedickte Blutabbauprodukte und werden deshalb auch als Schokoladenzysten bezeichnet.
Die selteneren Retentionszysten entstehen durch Sekretverhalt von Drüsen.
Dermoidzysten sind primär gutartige Veränderungen und können einen Durchmesser von bis zu 25 cm erreichen. Am häufigsten treten sie bei Mädchen vor Erreichen der Pubertät und jungen Frauen auf. Eine Entartung in einen bösartigen Tumor tritt in ein bis zwei Prozent der Fälle ein, hauptsächlich bei Frauen über 40 Jahren.

## Diagnostik

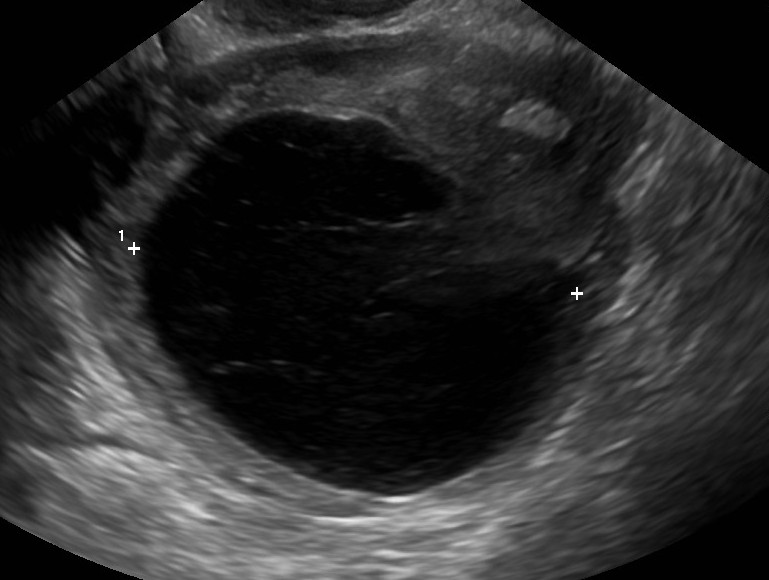
Eingeblutete Ovarialzyste

Häufig sind Ovarialzysten nur wenige Zentimeter groß und verursachen keine Symptome. Sie werden in der Ultraschalluntersuchung beim Frauenarzt entdeckt. Moderne Ultraschallgeräte können bereits wenige Millimeter große zystische Veränderungen am Eierstock erkennen, die ungefährlich sind. Nach heutiger Einschätzung handelt es sich bei im vaginalen Ultraschallbild auffälligen Befunden am Eierstock in über 98 Prozent der Fälle um normale Veränderungen, die nicht operiert werden müssen.

## Therapie
Die Therapie ist von dem zugrundeliegenden Zystentyp abhängig. Die häufigsten Ovarialzysten bei der geschlechtsreifen Frau bedürfen primär keiner Therapie, da sie sich oft spontan zurückbilden und erst ab einer gewissen Größe Beschwerden verursachen. Ein Behandlungsgrund bei funktionellen Zysten liegt vor bei persistierenden, d. h. sich nicht spontan zurückbildenden Zysten, starken Beschwerden, Komplikationen und neu aufgetretenen Ovarialzysten nach den Wechseljahren.
Therapeutischer Stufenplan bei geschlechtsreifen Frauen:
- Zeigt sich im Ultraschall das typische Bild einer funktionellen Zyste, wartet man zunächst ab und führt eine Ultraschallkontrolle nach der Periode durch.
- Besteht die Zyste weiter, erfolgt ein hormoneller Therapieversuch über drei Monate, und zwar mit Gestagenen in der zweiten Zyklushälfte.
- Nach einem erfolglosen hormonellen Therapieversuch, bei Beschwerden oder Komplikationen wird die Zyste mit Hilfe einer Bauchspiegelung entfernt.

Bei neu aufgetretenen Ovarialzysten in der Postmenopause ist eine Operation sinnvoll, da es sich hierbei auch um eine bösartige Geschwulst handeln kann.
Schwerwiegende Komplikationen sind bei Ovarialzysten selten. Ein plötzliches Zerplatzen (lateinisch Ruptur) von Ovarialzysten beobachtet man bei drei Prozent der Patientinnen. Dies tritt meist spontan auf, kann aber auch durch die vaginale Untersuchung beim Frauenarzt ausgelöst werden. Dieser Vorgang ist in der Regel harmlos, für die Betroffene kann dies jedoch mit starken Unterleibsschmerzen bis zum Kollabieren verbunden sein. Selten können durch das Zerreißen von Gefäßen Blutungen im Bauchraum entstehen, die operativ behandelt werden müssen.
Größere Zysten, insbesondere Endometriosezysten, können über einen Gefäßstiel beweglich mit dem Eierstock verbunden sein. Eine so genannte Stieldrehung infolge plötzlicher ruckartiger Bewegung führt zu einer Drosselung der Blutversorgung. Die Stieldrehung der Ovarialzyste stellt eine lebensbedrohliche Situation dar, die ebenfalls operativ behoben werden muss.
Dermoidzysten werden operativ entfernt. Ebenso große Endometriosezysten, die Beschwerden verursachen. Bei einer ausgedehnten Endometriose oder starken Beschwerden kann eine zusätzliche ergänzende Hormonbehandlung sinnvoll sein. Die Therapieplanung ist abhängig vom Alter der Patientin, dem Beschwerdebild, der Ausdehnung der Erkrankung oder einem möglichen Kinderwunsch.
Polyzystische Ovarien im Rahmen des PCO werden hormonell therapiert. Eventuell wird eine operative Teilentfernung durchgeführt.